# Porte triomphale

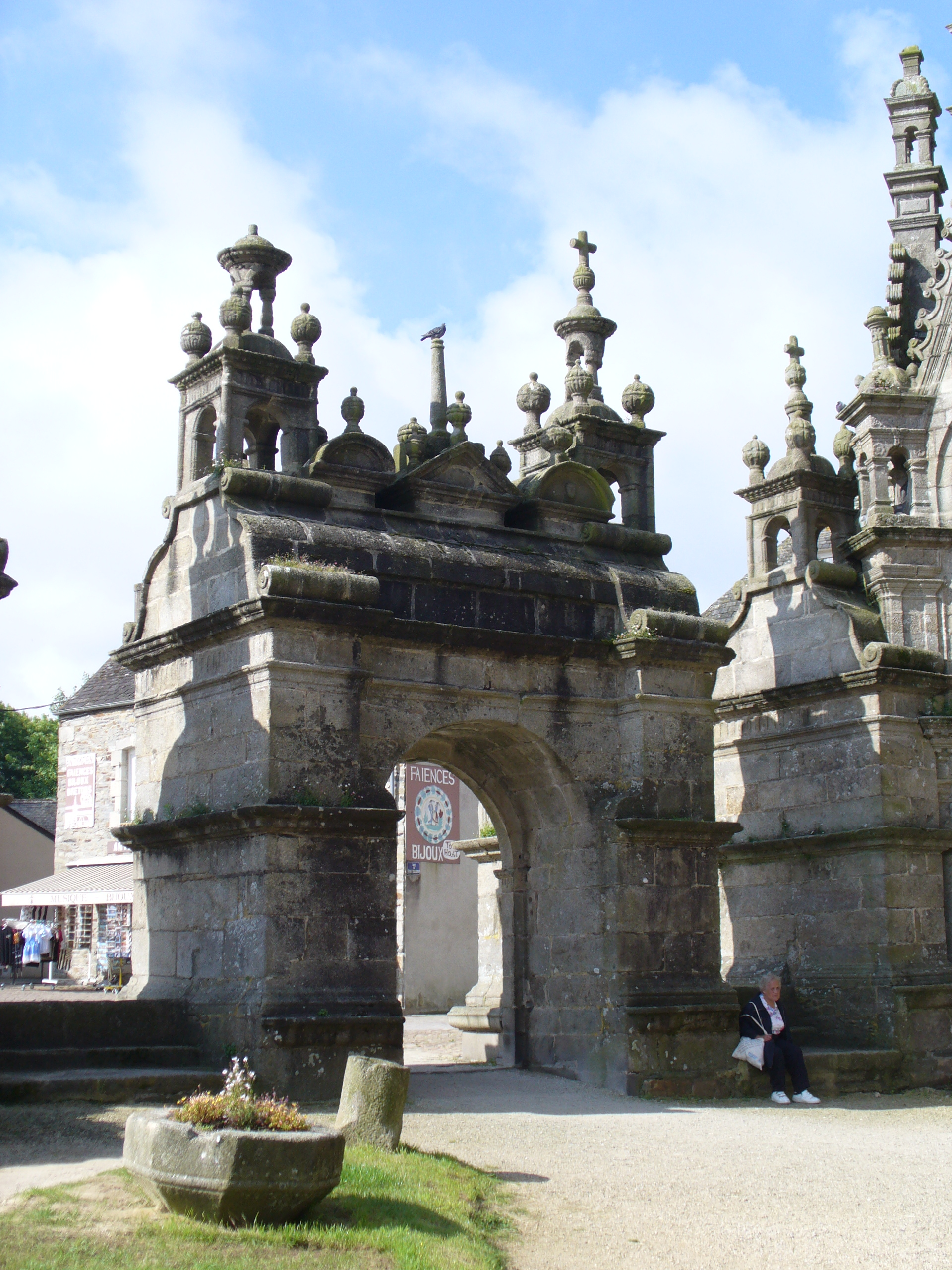
La porte de triomphe de l'enclos paroisial de Saint-Thégonnec.

Une porte triomphale est l'entrée monumentale d'un site particulier, par exemple un enclos paroissial en Bretagne. Le nom est aussi donné à l'entrée monumentale d'une enceinte de palais ou d'autres lieux sacrés.

## Porte triomphale des enclos paroissiaux
La porte triomphale des enclos paroissiaux, communément appelée arc de triomphe (il s'agit d'un passage constitué de deux piliers bordant une allée pavée, mais il prend parfois une allure monumentale évoquant un arc triomphal richement décoré) et en breton Porz ar maro (littéralement « porte de la mort », car elle est celle par laquelle tous les défunts de la paroisse passaient avant d'être inhumés dans l'église, les places proches des autels étant les plus recherchées) était traditionnellement empruntée lors de grandes solennités (mariages et surtout enterrements, d'où le nom breton). Les cortèges funèbres empruntaient parfois le « chemins des morts » (« streat ann ankou » en breton, chemin que le trépassé utilisait habituellement pour se rendre à l'église), puis franchissaient cette porte selon des règles coutumières propres à chaque paroisse. La porte triomphale s'ouvre généralement à l'ouest (le couchant symbolisant la mort), côté sur lequel s'érige souvent l'ossuaire et s'orientent les croix des tombes comme celles des calvaires.
En dehors de ces solennités, cette porte monumentale était ordinairement fermée par une grille, si bien que les paroissiens devaient enjamber les passages latéraux bouchés par des échaliers pour pénétrer dans l'enclos paroissial ou utiliser, selon leur volonté ou l'aspect pratique, les autres entrées cardinales elles aussi barrées d'échaliers (cette clôture faisant obstacle à la divagation des animaux).
La porte triomphale de l'enclos paroissial de La Martyre est surmontée d'une plate-forme portant un calvaire miniature et constituant un chemin de ronde pour le guetteur qui pouvait surveiller de ce poste la foule lors des foires. Celle de l'enclos paroissial de Sizun possède également une galerie supérieure d'où le prêtre pouvait célébrer la messe en plein air.
L'arc de triomphe de l'enclos paroissial de Guimiliau est couronné d'une Vierge et de deux cavaliers provenant de la croix primitive du calvaire.

## Galerie

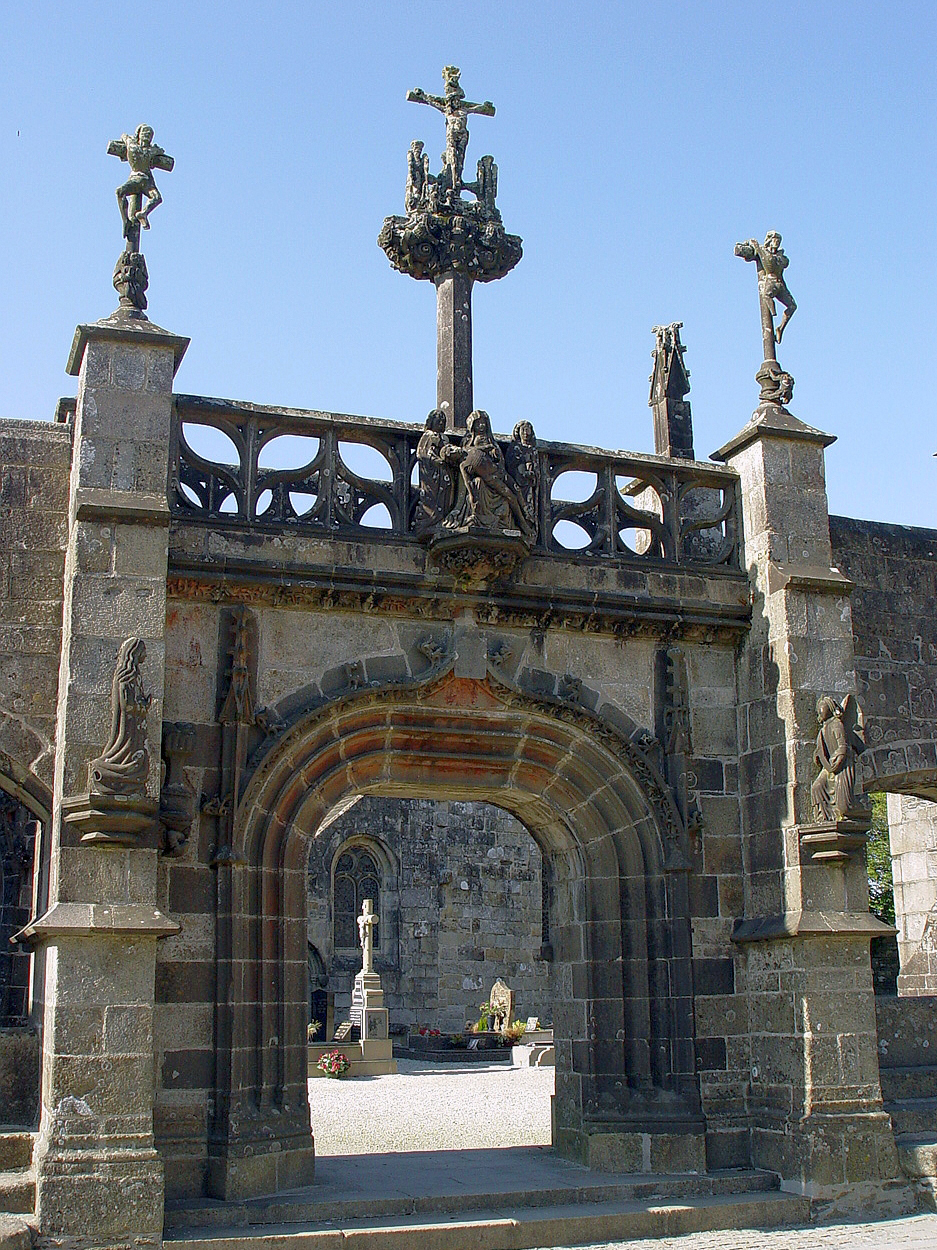
Porte triomphale de La Martyre
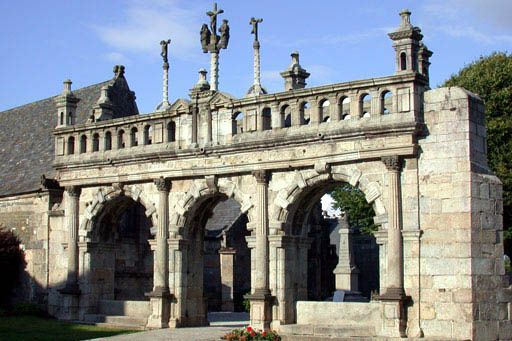
Porte triomphale de Sizun
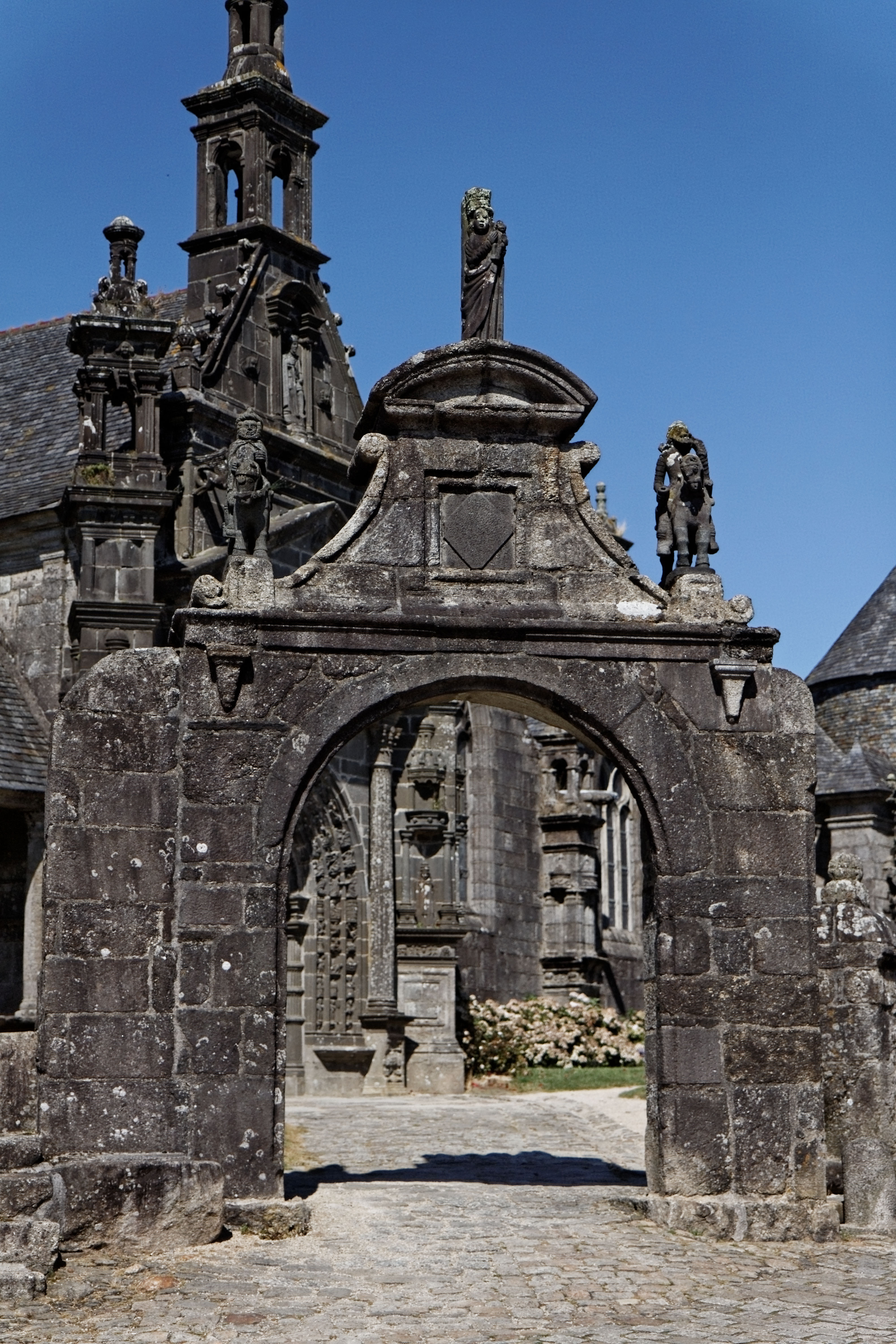
Arc de triomphe de Guimiliau